# 弗蘭德·蘭德曼
弗蘭德·蘭德曼（希伯來語：‎；1956年10月28日—）是臺拉維夫大學語義學教授，也是語言學書籍作者。蘭德曼知名于研究進步、極性現象、群體及其他語義和語義學的主題。
他是一个荷蘭人，在1993年移民到以色列前，蘭德曼一直在布朗大学和康奈尔大学任教。他和伦敦出生的语言学家苏珊·罗斯坦结婚。他们有一个女儿，住在特拉维夫。

## 发表作品
- Indefinites and the Type of Sets (2004)
- Events and Plurality: The Jerusalem Lectures (2000)
- Structures for Semantics (1991)
- Towards a Theory of Information. The Status of Partial Objects in Semantics (1986)